# Santa Brígida
Santa Brígida este un oraș în statul Bahia (BA) din Brazilia.
1. ↑  Nomenclátor Geográfico de Municipios y Entidades de Población (20240402 edition)